# Устинович, Николай Станиславович
Никола́й Станисла́вович Устино́вич (18 [31] мая 1912, Горелый Борок, Красноярский край — 4 ноября 1962, Красноярск) — советский писатель.

## Биография
Родился в деревне Горелый Борок Нижнеингашского р-на Красноярского края в крестьянской семье; работал землекопом, табельщиком. Печатался с 1930 года. Отец — Станислав Иванович, мать — Софья Осиповна. Работал в газете села Нижний Ингаш. 20 августа 1937 года был арестован и отправлен в Канскую тюрьму. Он был обвинён в участии в контрреволюционной антисоветской группе, занимавшейся изготовлением антисоветской литературы. Был в Унжлаге, отбыл половину срока (5 лет). Освобожден по состоянию здоровья в 1942 году.

## Литературное творчество
Первая книга — сборник рассказов «Лесная жизнь» (1944). Опубликовал свыше 30 книг очерков, рассказов, повестей о природе Сибири, о её мужественных людях — землепроходцах и следопытах. Большая часть из них — книги для детей.
В 1946 году принят в Союз писателей СССР. Вместе с Сергеем Сартаковым и Игнатием Рождественским стоял у истоков Красноярской писательской организации. С 1958 по 1962 год был её председателем.

## Произведения
- Соки земли. — М., 1947.
- В краю далеком. — М.; Л., 1951.
- Таежные встречи. — Красноярск, 1953.
- Повести и рассказы. — Красноярск, 1955.
- Чёрное озеро: Повесть. — Красноярск, 1956.
- Северные встречи: Путевые заметки. — М., 1958;.
- Сеня Лосев: Повесть. — Красноярск, 1959.
- След человека. — Красноярск, 1961.
- Избранное. Т. 1—2. — Красноярск, 1962—63.
- Таежные рассказы. — М., 1963